# FC Legenda Tchernihiv
Le Zhinochyi Futbolny Klub Legenda Tchernihiv (en ukrainien : Жіночий Футбольный Клуб Легенда Чернігів), plus couramment abrégé en Legenda Tchernihiv, est un club ukrainien de football féminin fondé en 1987 et basé dans la ville de Tchernihiv.

## Palmarès
| Compétitions nationales |
| --- |
| - Championnat d'Ukraine féminin (6) : - Champion : 2000, 2001, 2002, 2005, 2009 et 2010. - Coupe d'Ukraine féminine (4) : - Vainqueur : 2001, 2002, 2005 et 2009. |

## Personnalités du club
- Lioudmyla Pekour, de 1995 à 1998, quarante et un matchs neuf buts.

### Présidents du club
- Volodymyr Maherramov

### Entraîneurs du club
| - Mykhaïlo Youchtchenko (1987 - 1996) - Mykola Lytvyne (1996 - 1999) - Serhiy Oumen (1999 - 2002) - Mykola Lytvyne (2002 - 2005) | - Serhiy Oumen (2005 - 2007) - Volodymyr Zhyline (2007) - Serhiy Sapronov (2008 - 2012) - Youriy Hrouznov (2012) | - Volodymyr Koulyk (2012 - 2013) - Serhiy Sapronov (2014) - Volodymyr Koulyk (2014 - 2018) |